# Горско-еврейская литература

Драматург Хизгил Авшалумов

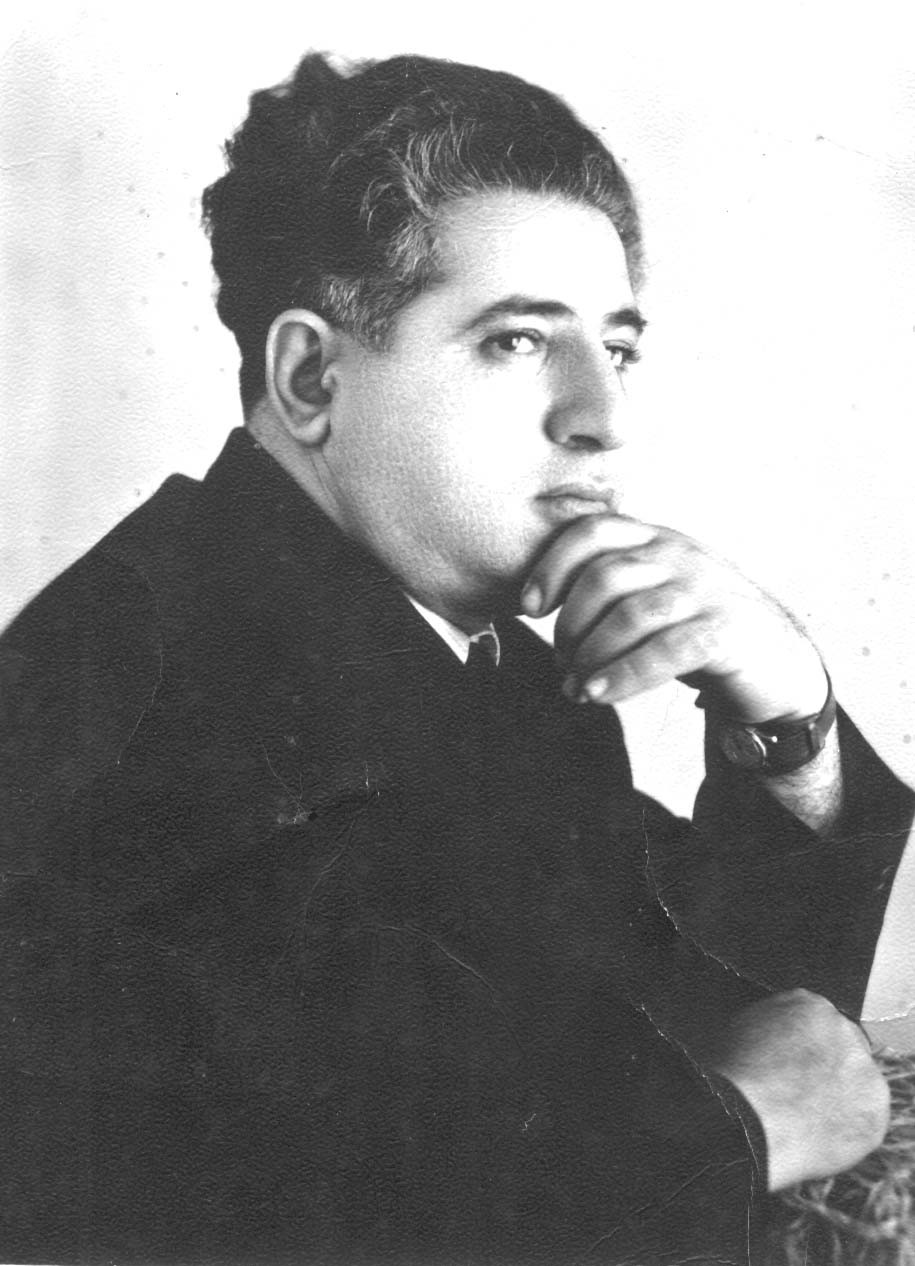
Поэт Сергей Изгияев

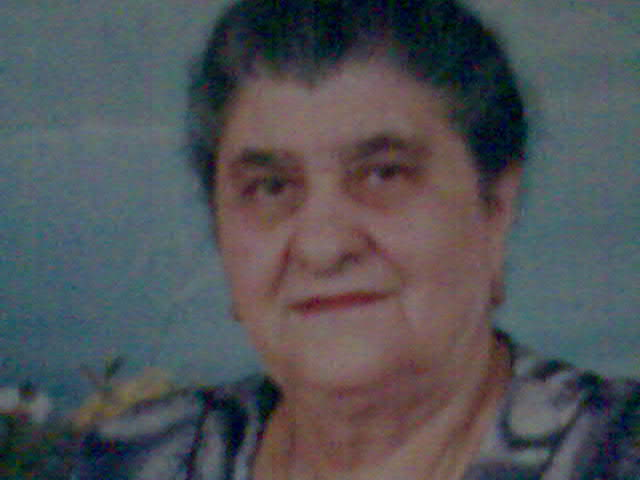
Поэтесса Зоя Семендуева

Горско-еврейская литература — еврейско-татская литература горских евреев на горско-еврейском (джуури, джухури) языке.

## История
Горско-еврейская литература богата народным фольклором. Наиболее популярными рассказчиками народного фольклора в начале XX века были Мардахай бен Овшолум (1860—1925),
 Шаул Симанду (1856—1939), Хизгил Дадашев (1860—1945) и Айболо из Тарки.
Раввин Иешаяху Рабинович был в числе первых кто в 1904 г. создал литературные произведения на горско-еврейском языке для драматического кружка в городе Дербенте.
В 1920-х гг. печатались драматические произведения Яков Агарунов (1907—1992), «Царь, раввин и богач» (гор.-евр. Падшох, рабби ва ошир); Герцль Горский (1904 или 1906-1937), «Плоды рук отца и матери» (гор.-евр. Бахар дас баба-дадай); П. Щербатов, «Сын купца — революционер» (гор.-евр. Кук савдогар-революционер); драматические произведения поэта и новеллиста Юно Семенова (1899—1961). Были известны его пьесы «Сообразительный сват» (гор.-евр. Амалданэ илчи) (1924 г.), «Два старьёвщика» (гор.-евр. Дю алатфуруххо), и «Махсюм» (1927 г.).
Позже знаток горско-еврейского фольклора, Хизгил Авшалумов (1913—2001) создает фольклорный образ острослова «Шими из Дербента» (гор.-евр. Шими Дербенди) (горско-еврейский аналог Гершеле Острополера).
С 1950-х годов в горско-еврейской литературе начинает преобладать проза. Ведущую роль в ней сыграли Миши Бахшиеву  (1910–1972)  и Хизгил Авшалумов. 
В 1956 году Миши Бахшиев начал публиковать свои произведения на русском языке — «Рассказы о моих земляках», в 1958 году вышел сборник очерков и рассказов «Простые люди», а в 1962 году — «Шумные сады». В этих книгах автор выступал не столько как узко горско-еврейский писатель, сколько как общедагестанский. В 1963 году Миши Бахшиев опубликовал роман «Гроздья винограда» (джухури:Хушахой онгур). 
В 1972 году Михаил Дадашев (1936) издал сборник юмористических рассказов «Святой муж» (гор.-евр. Хьэлоле мерд). В 1977 году он выпустил сборник сатирических рассказов «Исповедь» (гор.-евр. Тубономе), в 1980 году — роман «Братья» (гор.-евр. Бироргьо), а в 1983 году — рассказ «Судьба» (гор.-евр. Гьисмет).
Детским писателем горско-еврейского происхождения в послесталинский период стал Амалдан Кукуллу (1935—2000). В 1968 году он опубликовал сборник рассказов «Испытание» (гор.-евр. Синемиши) и другие произведения.
Ряд поэтов XX века создают свои произведения на горско-еврейском языке, такие как Сергей Изгияев (1922—1972), в 1952 году, создаёт «Мы защитники мира» (гор.-евр. Иму гъэлхэнд шолуминим), в 1966 году,  «Думы поэта» (гор.-евр. Фикиргьой шогьир), в 1972 году, «Судьба и любовь» (гор.-евр. Муьгьбет ве гьисмет) и ряд других работ. 
В 1968 году, Шимшун Сафонов, создал поэтический сборник «Лети, мой стих» (гор.-евр. Парза, ма‘ни ма).

Поэтесса Зоя Семендуева (1929—2020) выпустила сборник «Веление сердца» (гор.-евр. Войгей дуьл). В 2007 году вышла её книга «Дочь двух отцов» (гор.-евр. Духдер эн дуь бебе).
В конце XX века ряд литераторов пишут только на русском языке, такие как поэт Лазарь Амиров (1936—2007), новеллист Феликс Бахшиев (1937), литературовед и новеллист Манашир Азизов (1936—2011) и Асаф Мушаилов (1952). Асаф Мушаилов, в 2017 г. выпустил книгу «Стихи Поэмы Рассказы».

## Горско-еврейские авторы
- Авшалумов, Хизгил Давидович (1913—2001)
- Агарунов, Яков Михайлович (1907—1992)
- Атнилов, Даниил Атнилович (1915—1968)
- Бахшиев, Миши Юсупович (1910—1972)
- Дадашев, Михаил Борисович (1936)
- Семёнов, Юно Шаулович (1899—1961)
- Гаврилов, Борис Гаврилович (1908—1990)
- Гаврилов, Михаил Борисович (1926—2014)
- Дадашев, Манувах Мардахаевич (1913—1943)
- Изгияев, Сергей Давидович (1922—1972)
- Кукулиев, Амал Данилович (1935—2000)
- Семендуева, Зоя Юноевна (1929—2020)